# Michel Van Elsué
Michel Van Elsué (Erwetegem, 21 juli 1920 – Zottegem, 22 september 2011) was als Belgisch beroepswielrenner actief tussen 1943 en 1948, vooral in het regionaal circuit. Hij behaalde vijf overwinningen als profrenner.

## Erelijst
1943
- 1ste Eindstand Omloop van de Vlaamse Gouwen
- 7de Hillegem
- 3de Scheldewindeke
- 3de Denderwindeke
- 8ste Geraardsbergen

1944
- 16de in de Ronde Van Vlaanderen
- 8ste Erwetegem
- 6de Denderwindeke
- 4de Strijpen
- 4de Ninove

1945
- 7de in Brussel - Brugge
- 9de in Brussel - Everbeek
- 3de Teralfene
- 6de Ninove
- 3de Aspelare
- 1ste Bassevelde
- 8ste Ninove
- 6de Ninove
- 5de Zottegem
- 8ste Sint-Lievens-Houtem
- 10de Dr. Tistaertprijs - Zottegem
- 8ste Aalst

1946
- 1ste Gent (Grote Handelsprijs)
- 1ste Dr. Tistaertprijs - Zottegem

1947
- 1ste in Mandel - Leie - Schelde te Meulebeke
- 2de in de Omloop van het Houtland, Lichtervelde

1948
- 2de Ninove

## Resultaten in voornaamste wedstrijden
| Jaar | Ronde van Vlaanderen |
| ---- | -------------------- |
| 1944 | 16e                  |